# Dańczówka
Dańczówka – potok górski w Sudetach Środkowych, w Górach Stołowych i na Wzgórzach Lewińskich, w woj. dolnośląskim.
Górski potok, należący do zlewiska Morza Północnego, prawy dopływ Klikawy. Źródła położone w Górach Stołowych, na obszarze Parku Narodowego Gór Stołowych, w południowo-zachodniej części Łężyckich Skałek, na wysokości około 660 m n.p.m., na północny wschód od miejscowości Darnków. Potok w górnym biegu składa się z kilku strumieni spływających wąskimi, stromymi, małymi żlebami z krawędzi Gór Stołowych. Potok w górnym biegu płynie przez Góry Stołowe następnie w okolicy Dańczowa przekracza Wzgórza Lewińskie, gdzie głęboką wąską doliną o dość stromych zboczach płynie w kierunku południowo-zachodnim do ujścia, w Jeleniowie, gdzie wpada do Klikawy, na poziomie 405 m n.p.m. Koryto potoku kamieniste z małymi progami kamiennymi. Dolina Dańczówki należy do ciekawszych dolin Wzgórz Lewińskich.

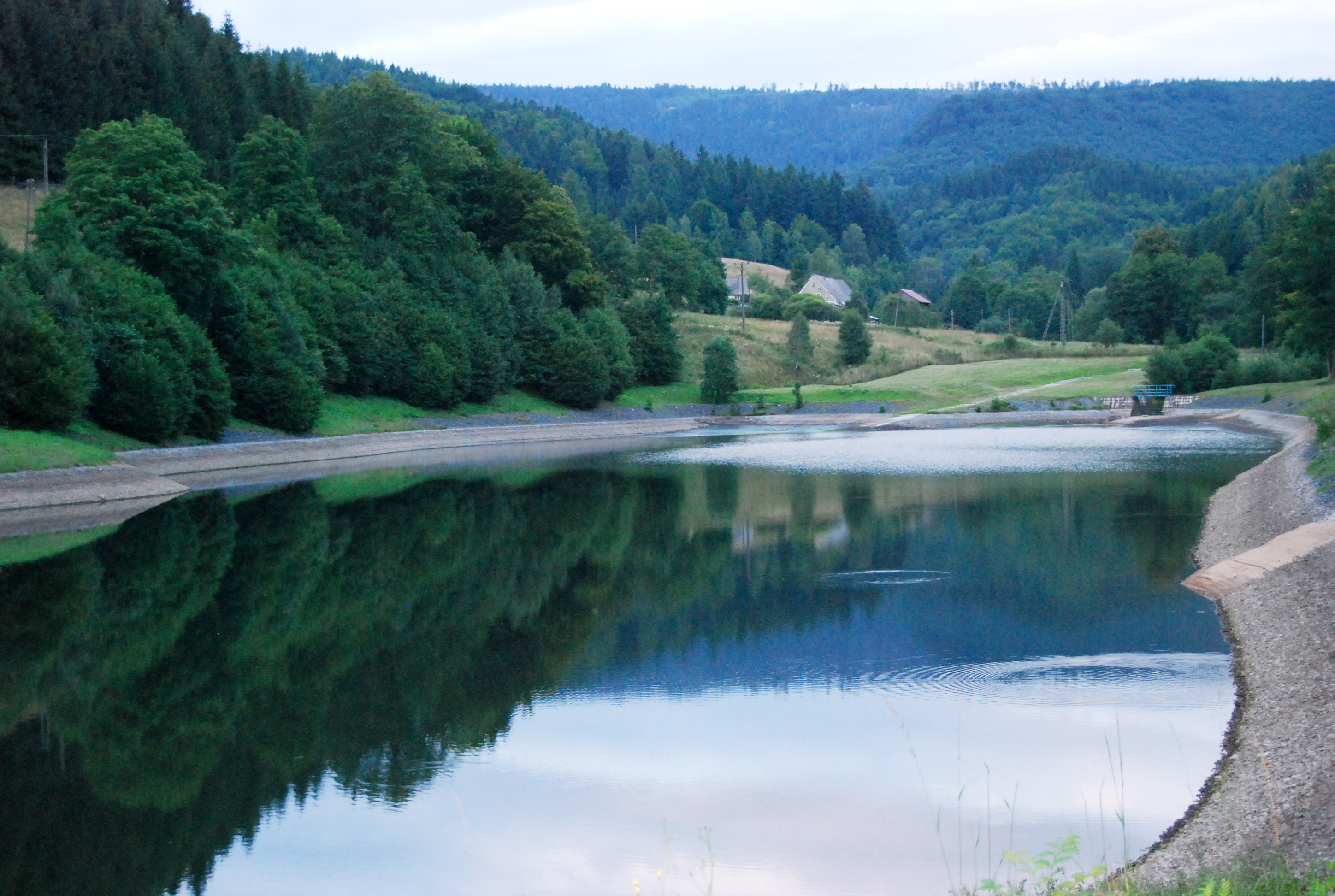
Zbiornik wody pitnej na Dańczówce

Zasadniczy kierunek biegu potoku jest południowo-zachodni. Jest to potok górski zbierający wody z północnych zboczy Wzgórz Lewińskich i południowych zboczy Gór Stołowych. W większości swojego biegu potok jest nieuregulowany, o wartkim prądzie wody, w okresach wzmożonych opadów i wiosennych roztopów stwarza zagrożenie powodziowe. Kilkakrotnie występował z brzegów, podmywając przyległe pobocza drogi. W  okolicy Darnkowa, na potoku wykonany jest zbiornik wody pitnej.

## Ważniejsze dopływy
- Dopływami potoku jest kilkanaście małych strumieni bez nazwy tworzących zlewnię potoku.

## Miejscowości przez które przepływa
- Darnków
- Dańczów
- Jeleniów